# Partito dei Lavoratori e dei Contadini Nepalese
Il Partito dei Lavoratori e dei Contadini Nepalese (nepalese: नेपाल मजदुर किसान पार्टी, Nepāla Majadura Kisāna Pārṭī; inglese: Nepal Workers and Peasants Party, spesso indicato con l'acronimo NWPP) è un partito politico del Nepal di ispirazione comunista.
Fu fondato nel 1976 con il nome di Nepal Workers and Peasants Organisation e subì una serie di scissioni e riunificazioni fino all'attuale formazione che ha come leader Narayan Man Bijukchhe detto compagno Rohit.
Ha una significativa presenza solo nell'area di Bhaktapur, con un consenso nazionale attorno all'1%.
Alle elezioni parlamentari del 2013 ha ottenuto lo 0,7% dei voti e quattro seggi. Fa parte dell'Alleanza dei Sette Partiti che, dopo la rivoluzione pacifica del 2006, ha guidato il Nepal nella transizione verso l'Assemblea costituente.